# Dali Ahmed Pacha
 (août 2013).
Si vous disposez d'ouvrages ou d'articles de référence ou si vous connaissez des sites web de qualité traitant du thème abordé ici, merci de compléter l'article en donnant les références utiles à sa vérifiabilité et en les liant à la section « Notes et références ».
Dali Ahmed Pacha est un officier ottoman, placé à la tête de la régence d'Alger de 1587 à 1589, entre les gouvernorats de Hassan Veneziano et de Khizr Pacha. Il est le premier gouverneur nommé par le sultan ottoman pour une durée de trois ans, afin de mettre fin aux luttes de pouvoirs au sein de la régence d'Alger.

## Biographie
Il commande lui-même les opérations qui ravagent, en 1586 et 1588, les côtes du royaume de Naples et de Sicile, des États pontificaux, de la Corse et de l'Espagne, et il s'enrichit considérablement de ces brigandages, ne s'occupant que de corso. 
Dali Ahmed se voit confier en 1589, face à l'indécision des chrétiens maltais à venir en aide à Tripoli, la mission de rétablir l'autorité ottomane dans la capitale de cette régence. La ville est rapidement reprise avec l'aide des 50 galères ottomanes, mais les rebelles tiennent encore les zones rurales. La campagne de pacification qui suit est un succès mais le pacha est tué au cours de celle-ci la même année.